# Rebekah Mercer
Rebekah Mercer (Yorktown Heights, 6 de diciembre de 1973) es una heredera estadounidense, donante política republicana, y directora de la Mercer Family Foundation.
Mercer comenzó a supervisar las operaciones diarias de los proyectos políticos de la familia Mercer cuando los Mercer se involucraron en causas conservadoras. Su padre, el multimillonario Robert Mercer, dijo en noviembre de 2017 que había vendido su participación en el sitio de noticias Breitbart a sus hijas. En agosto de 2018, financió y cofundó el servicio de redes sociales Parler.

## Primeros años y educación
Mercer es la segunda de tres hijas de Diana Lynne (Dean) y el multimillonario administrador de fondos de cobertura Robert Mercer. Se crio en Yorktown Heights, un suburbio de la ciudad de Nueva York.
Mercer se matriculó en la Universidad Cornell y luego se transfirió a la Universidad Stanford, donde estudió biología y matemáticas y obtuvo una maestría en 1999 en ciencias de la gestión e ingeniería.

## Carrera
Trabajó como operadora de Wall Street en Renaissance Technologies, el fondo de cobertura que su padre ayudó a dirigir. En 2006, Mercer y sus hermanas compraron Ruby et Violette, una empresa de la ciudad de Nueva York que vende galletas y brownies en línea.

### Participación política
Mercer se involucró por primera vez en la política conservadora en 2012, después de la derrota de Mitt Romney, a quien apoyó, en las elecciones presidenciales de 2012. Habló con un grupo de donantes conservadores adinerados en el University Club of New York sobre lo que el Partido Republicano había hecho mal en las operaciones de sondeo y tecnología durante las elecciones. En 2010, compró seis unidades de apartamentos contiguos en el Heritage at Trump Place de 41 pisos de Donald Trump.
Al año siguiente, en 2013, Mercer ayudó a iniciar Reclaim New York con Steve Bannon. La organización capacita a los ciudadanos para que vigilen de cerca a su gobierno y utiliza las leyes de libertad de información para obligar al gobierno de Nueva York a revelar el gasto público.
En 2014, Mercer se unió al consejo de administración de la Fundación Heritage.
En septiembre de 2016, Politico la llamó «la mujer más poderosa en la política republicana». Ha estado más alineada con la parte antisistema del Partido Republicano que la mayoría de los grandes donantes republicanos. El propietario de Newsmax Media, Christopher Ruddy, la llamó la «Primera Dama de la derecha alternativa».

#### Elecciones presidenciales de 2016
En 2016, Mercer apoyó a Ted Cruz en las primarias presidenciales del Partido Republicano de 2016. Lideró Keep the Promise I, un Super PAC, que fue la mayor fuente de apoyo financiero para la campaña de Cruz.
Sin embargo, después de que Donald Trump consiguiera la nominación republicana, ella y su padre cambiaron su apoyo a Trump. Mercer apoyó a Jeff Sessions como candidato a fiscal general de los Estados Unidos y contra Mitt Romney, a quien Trump estaba considerando para secretario de Estado de los Estados Unidos.
Mercer y su padre contribuyeron $25 millones durante las elecciones presidenciales de 2016.
En junio de 2016, Mercer creó el PAC Defeat Crooked Hillary y dirigió las operaciones diarias de la organización. El PAC se incorporó a la Comisión Federal de Elecciones como Make America Number 1 y apoyó a Trump en las elecciones generales, incluso haciendo anuncios contra Hillary Clinton.
Durante las elecciones presidenciales de 2016, Mercer propuso crear una base de datos con capacidad de búsqueda para los correos electrónicos de Hillary Clinton en el dominio público y luego envió esta sugerencia a varias personas, incluido Alexander Nix, el director ejecutivo de Cambridge Analytica, quien envió la solicitud por correo electrónico a Julian Assange. Assange negó la petición de Nix. Mercer trabajó con Steve Bannon para crear la película Clinton Cash. Ha consultado ampliamente con el exestratega y encuestador demócrata Patrick Caddell sobre campañas.
Los Mercer respaldaron a Trump luego de que se filtrara la cinta de Access Hollywood a fines de 2016, desestimando la afirmación de Trump de agarrar los genitales de las mujeres contra su voluntad como «fanfarronería de vestuario».

#### Administración Trump
Mercer dirige la Mercer Family Foundation y formó parte del comité ejecutivo del equipo de transición presidencial de Trump.
Personas cercanas a la transición dijeron que se oponía a Corey Lewandowski como presidente del RNC, señalando que Lewandowski supuestamente se había resistido a pagar por servicios de Cambridge Analytica, una firma de datos financiada por los Mercer al principio de la campaña, aunque un colaborador cercano de Mercer negó las historias. Sin embargo, Lewandowski no recibió apoyo para el puesto del Comité Nacional Republicano y no lo obtuvo. Paul Manafort, el predecesor de Kellyanne Conway como director de campaña de Trump, de quien también se decía que era crítico con Cambridge Analytica, había trabajado para Ted Cruz y contaba con el respaldo financiero de los Mercer. Según se informa, Conway dijo que, después de la investidura presidencial de Trump, la expectativa era que Mercer probablemente lideraría un grupo externo, financiado por su padre, destinado a reforzar la agenda de Trump. Se suponía que Cambridge Analytica también ayudaría en los esfuerzos del grupo.
Los Mercer presentaron por primera vez Steve Bannon con Donald Trump. Mercer ayudó a crear la película Clinton Cash con Bannon, un alto asesor político de Trump en ese momento. Ha sido una de las principales contribuyentes financieras de Bannon.
A finales de 2017, Bannon dijo a varios donantes conservadores que Mercer había prometido su apoyo financiero si decidía postularse para presidente en 2020 contra Trump. Sin embargo, Mercer se sintió frustrado por sus comentarios a los medios y no estuvo de acuerdo con sus comentarios públicos en apoyo a Roy Moore, quien estaba bajo fuego por acusaciones de conducta sexual inapropiada que involucraban a niñas.
En enero de 2018, una persona familiarizada con las conversaciones entre Mercer y Bannon dijo que Mercer ya no respaldaría financieramente a Bannon. Mercer dijo que no había hablado con Bannon, el exestratega jefe de la Casa Blanca en los primeros meses de la administración Trump, en muchos meses, pero que seguía apoyando a Trump.

#### Breitbart News
Mercer y su padre, Robert Mercer, fueron benefactores financieros clave para Breitbart News. Larry Solov, director ejecutivo de Breitbart, dijo en febrero de 2017 que los Mercer son copropietarios del medio de comunicación. Robert Mercer anunció en noviembre de 2017 que había vendido su participación en el sitio web a sus hijas.

#### Cambridge Analytica
Cambridge Analytica era una empresa privada de extracción y análisis de datos con respaldo financiero de los Mercer. Los Mercer invirtieron en la empresa después de que Mitt Romney perdiera las elecciones presidenciales de 2012. El 1 de mayo de 2018, Cambridge Analytica y su matriz se declararon en concurso de acreedores y cerraron operaciones.
Alexander Tayler, exdirector de Cambridge Analytica, fue nombrado director de Emerdata el 28 de marzo de 2018. Rebekah Mercer, Jennifer Mercer, Alexander Nix y Johnson Chun Shun Ko, que tiene vínculos con Erik Prince, ocupan puestos de liderazgo en Emerdata.

#### RAM Veterans Foundation
En mayo de 2022, a Mercer se le atribuyó la creación de la RAM Veterans Foundation, nombrada en honor a Robert Alexander Mercer, quien murió en Francia durante la Segunda Guerra Mundial. RAM Veterans Foundation es una organización que revisa y recomienda organizaciones benéficas para veteranos a los donantes en CharitiesForVets.com.

#### Parler
En 2018, Mercer cofundó y financió el sitio web de redes sociales Parler con John Matze y Jared Thomson. Mercer se describió a sí misma en una publicación de Parler como «habiendo iniciado Parler» con Matze. La junta directiva de Parler, supuestamente controlada por Mercer, despidió al director ejecutivo de Parler, John Matze, el 29 de enero de 2021.
A principios de febrero de 2021, Mercer posee la mayoría de las acciones y, según informó The Washington Post, «mueve cada vez más los hilos» en Parler, controlando dos tercios de su directorio y nombrando a otros directores.

#### Museo Americano de Historia Natural
Los registros fiscales indican que la familia Mercer donó millones de dólares a organizaciones que rechazan el consenso científico sobre el cambio climático.
La familia Mercer ha contribuido con 4 millones de dólares al Museo Americano de Historia Natural, y Rebekah Mercer formó parte de la junta directiva del museo de 2013 a 2019.
En 2016, más de 250 científicos escribieron una carta abierta pidiendo que el museo «pusiera fin a los vínculos con los propagandistas anticientíficos y los financiadores de la desinformación sobre la ciencia climática, y que Rebekah Mercer abandonara la Junta Directiva del Museo Americano de Historia Natural».
En enero de 2018, una protesta del grupo Revolting Lesbians pidió la destitución de Mercer de la junta. La protesta se produjo tras la publicación de una carta de más de 200 académicos y científicos pidiendo a la junta «poner fin a los vínculos con los propagandistas anticientíficos y los financiadores de la desinformación sobre la ciencia climática».
En marzo de 2018, un grupo llamado «Clean Money Project» montó una campaña de parodia destinada a resaltar las posiciones de Mercer sobre el cambio climático y presionar al museo para que rompiera los lazos con ella.
A finales de 2019, Mercer ya no estaba en la junta.

## Vida personal
Cuando era estudiante en la Universidad Stanford, Mercer conoció a Sylvain Mirochnikoff. La pareja se casó en 2003. En 2010, compró seis unidades de apartamentos contiguos en el Heritage at Trump Place de 41 pisos de Donald Trump. Mercer dejó su trabajo comercial para educar en casa a sus cuatro hijos. En 2016, Mirochnikoff, originario de Francia, era director general de Morgan Stanley.